# Procès et réalité
Procès et réalité : Essai de cosmologie est une œuvre du philosophe et mathématicien britannique Alfred North Whitehead parue en 1929, traduite de l'anglais chez Gallimard par Daniel Charles, Maurice Élie, Michel Fuchs, Jean-Luc Gautero, Dominique Janicaud, Robert Sasso et Arnaud Villani, et rééditée en 1995 dans la collection « Bibliothèque de philosophie ». Il s'agit d'une version largement remaniée des conférences que Whitehead donna aux « Gifford Lectures » d'Édimbourg en 1927-1928, sous le titre original Le Concept d'organisme.
Cette œuvre, dans laquelle Whitehead rassemble sa philosophie spéculative, fait partie de ses travaux principaux, avec La science et le monde moderne (1925) et Aventures d'idées (1933). Elle fait suite à sa longue collaboration avec Bertrand Russell qui mena à leur coécriture des Principia Mathematica. Elle traite de questions très sophistiquées de métaphysique, d'ontologie et d'épistémologie. Whitehead y jette les bases de son « principe ontologique », rejetant le dualisme corps-esprit. Il vise à construire une cosmologie capable de rendre compte d'un univers en devenir, c'est-à-dire en perpétuel processus de transformation.
C'est dans Procès et réalité que se trouve la phrase souvent citée — voire simplifiée — : « La plus sûre caractérisation de la tradition philosophique européenne est qu’elle consiste en une série de notes au bas des pages de Platon. ».

## La philosophie du procès

### Introduction
Dans Philosophie spéculative, le premier chapitre, Whitehead stipule les conditions que doit, ou devrait, remplir tout système spéculatif : être cohérent, logique, applicable, adéquat et nécessaire afin de pouvoir interpréter toute notre expérience ,. Le livre se veut comme une enquête afin de développer, élargir la métaphysique par une série de questions religieuses et philosophiques, démontrant que cela ne se peut sans un système élaboré pour la compréhension de chaque science, et d'en extraire l'expérience.
Dans Procès et réalité, Whitehead expose sa philosophie de l'organisme, aussi appelée philosophie du processus. Cette philosophie y sert de toile de fond à un paradigme de la subjectivité, que Whitehead appelle aussi « un langage métaphysique complété ».

### Schéma des catégories
Le schéma des catégories est caractéristique de la philosophie de Whitehead, avec pour but d'exploiter le rapport de tout avec tout par argumentation, capitale pour rendre une notion de compréhension de base.

### Le mouvement réel comme impulsion de l'existence
Pour Whitehead, le monde se compose des êtres simples (dont l'origine provient des entités actuelles)
Le mouvement réel sont les dernières choses réelles de celles dont est composé le monde. On ne peut se retourner sur elles afin d'y trouver quelque chose de plus réel encore. Dans tous les cas, la réalité veut dire que quelque chose survient, que cette chose demeure silencieuse, et que ni son être ni quoi que ce soit ne naît du rien. La réalité comprend, englobe l'espace[pas clair] L'impression de persistance résulte d'une suite de répétitions d'événements ; la matière aussi est constituée par une suite de mouvements sans rapport avec les choses

### Réception et postérité
Dans sa Préface au Lexique whiteheadien de John B. Cobb, Michel Weber écrit : « D’un point de vue européen, il y eut une influence remarquable et souvent précoce sur le travail de penseurs de haut vol : Henri Bergson (1859–1941), Émile Meyerson (1859–1933), Louis Couturat (1868–1914), Jean Wahl (1888–1974), Robin George Collingwood (1889–1943), Philippe Devaux (1902–1979), Hans Jonas (1903–1993), Dorothy M. Emmet (1904–2000), Maurice Merleau-Ponty (1908–1961), Enzo Paci (1911–1976), Charlie Dunbar Broad (1887–1971), Wolfe Mays (1912–2005), Jean Ladrière (1921–2007), Gilles Deleuze (1925–1995), Wolfhart Pannenberg (1928–) et Reiner Wiehl (1929–2010), mais tous ont conservé leur indépendance intellectuelle (le cas de Bertrand Russell étant d’autant plus complexe que Whitehead l’a accusé de plagiat à l’occasion de la publication de Our Knowledge of the External World en 1914). » 